# متى البشرى؟
متى البُشرى؟ (بالإنجليزية: When Will There Be Good News?) هي رواية جريمة صدرت عام 2008 من تأليف كيت أتكينسون وفازت بجائزة ريتشارد وجودي لأفضل قراءة لعام 2009 في حفل توزيع جوائز الكتاب البريطاني. وهي الثالثة في سلسلة تتضمن المحقق الخاص المتقاعد جاكسون برودي وتقع أحداثها في إدنبرة وما حولها.

## الحبكة
يبدأ الأمر في ديفون حيث تشهد جوانا البالغة من العمر ست سنوات جريمة قتل وحشية لوالدتها وأختها وشقيقها وبالكاد تنجو بحياتها.

## الشخصيات الرئيسة
تدور أحداث السرد الرئيسي بعد ثلاثين عامًا في إدنبرة وتسرد من وجهة نظر ثلاث شخصيات رئيسية هي:
- جاكسون برودي: يعود إلى شقته في لندن، لكنه يستقل قطاراً عن طريق الخطأ ليتجه شمالًا نحو إدنبرة.
- لويز مونرو، تحذر كبيرة مفتشي المباحث جوانا هانتر، من أن القاتل المدان بقتل عائلتها سيطلق سراحه قريبًا من السجن.
- ريجينا "ريجي" تشيس يتيمة تبلغ من العمر ستة عشر عامًا تجلس دائماً مع جوانا.